# Юзефово (Александровський повіт)
Юзефово (пол. Józefowo) — село в Польщі, у гміні Ваґанець Александровського повіту Куявсько-Поморського воєводства.
Населення — 181 особа (2011).
У 1975-1998 роках село належало до Влоцлавського воєводства.

## Демографія
Демографічна структура станом на 31 березня 2011 року:
|          | Загалом | Допрацездатний вік | Працездатний вік | Постпрацездатний вік |
| -------- | ------- | ------------------ | ---------------- | -------------------- |
| Чоловіки | 98      | 19                 | 70               | 9                    |
| Жінки    | 83      | 18                 | 42               | 23                   |
| Разом    | 181     | 37                 | 112              | 32                   |